# Дженні Томпсон
Дже́нні То́мпсон  (англ. Jenny Thompson; 26 лютого 1973) — американська плавчиня, олімпійська чемпіонка.

## Виступи на Олімпіадах
| Олімпіада      | Дисципліна                            | Місце |
| -------------- | ------------------------------------- | ----- |
| Барселона 1992 | плавання на 50 метрів вільним стилем  | 5     |
| Барселона 1992 | плавання на 100 метрів вільним стилем | 2     |
| Барселона 1992 | плавання на 200 метрів вільним стилем | 17    |
| Барселона 1992 | естафета 4 × 100 вільним стилем       | 1     |
| Барселона 1992 | комплексна естафета 4 × 100           | 1     |
| Атланта 1996   | естафета 4 × 100 вільним стилем       | 1     |
| Атланта 1996   | естафета 4 × 200 вільним стилем       | 1     |
| Атланта 1996   | комплексна естафета 4 × 100           | 1     |
| Сідней 2000    | плавання на 100 метрів вільним стилем | 3T    |
| Сідней 2000    | естафета 4 × 100 вільним стилем       | 1     |
| Сідней 2000    | естафета 4 × 200 вільним стилем       | 1     |
| Сідней 2000    | плавання на 100 метрів, батерфляй     | 5     |
| Сідней 2000    | комплексна естафета 4 × 100           | 1     |
| Афіни 2004     | плавання на 50 метрів вільним стилем  | 7     |
| Афіни 2004     | естафета 4 × 100 вільним стилем       | 2     |
| Афіни 2004     | плавання на 100 метрів, батерфляй     | 5     |
| Афіни 2004     | комплексна естафета 4 × 100           | 2     |

## Зовнішні посилання
- Досьє на sport.references.com [Архівовано 12 жовтня 2012 у Wayback Machine.]